# Антун Милетић
Антун Милетић (Славонски Брод, 30. јун 1931) југословенски и српски је историчар и магистар историјских наука.

## Биографија
Завршио је петогодишње војно школовање, био официр ЈНА до 31. децембра 1990, када је пензионисан у чину пуковник а са дужности начелника Архива оружаних снага СФРЈ и са звањем вишег научног сарадника из области војне историје. У јесен 1959. године започео је студије историје.
После дипломског рада Развој НОП-а у Славонији 1941-1943, премештен је 1. септембра 1964. године у Војноисторијски институт где је стекао звање вишег научног сарадника из области војне историје.
На основу својих књига и научних радова из историје Другог светског рата, посебно на основу књига Концентрациони логор Јасеновац, као и на основу звања вишег научног сарадника, Универзитет у Приштини му је признао научни степен магистра историјских наука и одобрио рад на докторској дисертацији Вермахт и партизански рат.
Од формирања одбора САНУ за сакупљање грађе о геноциду над српским и другим народима Југославије, био је његов дугогодишњи и један од најактивнијих чланова (одбор укинут 1994. године).
Члан је историјске комисије Раселовог суда за Југославију. Један од оснивача и председник Удружења за истраживање геноцида и ратних злочина из Београда.
Био је дугогодишњи сарадник и пријатељ академика Владимира Дедијера, председника Раселовог суда. Дедијер је Милетићу посветио своју књигу "Ватикан и Јасеновац са "дубоком захвалношћу", због његовог рада на историји Концентрационог логора Јасеновац 1941- 1945.
Антун Милетић је до сада објавио 20 књига и преко 60 научих радова и десетине чланака и фељтона у дневној и ревијалној штампи. Као сарадник, редактор, уредник, рецензент или члан редакционих одбора је и на бројним другим пројектима.
Живи и ради у Београду од 28. новембра 1946. године.

#### Књиге
- "Зборник докумената и података о НОР-у", Документа Немачког Рајха 1941. Београд, - {ВИИ} -, 1973; Документа Немачког Рајха 1943. Београд, - {ВИИ} -, 1978;
- Dedijer, Vladimir; Miletić, Antun (1989). Proterivanje Srba sa ognjišta 1941-1944: Svedočanstva. Beograd: Prosveta.
- Дедијер, Владимир; Милетић, Антун (1991). Против заборава и табуа: Јасеновац 1941-1991. Сарајево-Београд: Прогрес, Удружење за истраживање геноцида и ратних злочина.
- Miletić, Antun (1986). Koncentracioni logor Jasenovac 1941-1945: Dokumenta. 1. Beograd: Narodna knjiga.
- Miletić, Antun (1986). Koncentracioni logor Jasenovac 1941-1945: Dokumenta. 2. Beograd: Narodna knjiga.
- Miletić, Antun (1986). Koncentracioni logor Jasenovac 1941-1945: Dokumenta. 3. Beograd: Narodna knjiga.
- Miletić, Antun (2007). Koncentracioni logor Jasenovac. 4. Jagodina: Gambit.
- "Зборник ...", Београд, - {ВИИ} -, 1986, коаутор, др Годо Агнеш, објављена и на мађарском језику у издању из Београда и Војног музеја мађарске армије из Будимпеште;
- "Априлски рат-Документа 1941", - {ВИИ} -, 1987;
- Miletić, Antun (1988). Ustaška fabrika smrti 1941-1945. Beograd: Vojnoizdavački i novinski centar.
- "Брзојавке за Валдхајма-Операција за спас ратног злочинца", Београд, 1993. и друго издање Чачак, 1994;
- Ђурић, Рајко; Милетић, Антун (2008). Историја холокауста Рома. Београд: Политика.
- Miletić, Antun (2010). NDH - Koncentracioni logor Jasenovac 1941-1945: Genocid, holokaust i ratni zločin. Beograd.
- Miletić, Antun (2011). Ubijeni u Koncentracionom logoru Jasenovac 1941-1945. Jagodina: Gambit.

#### Радови
- 'Програм уређења Спомен подручја Доња Градина'  - историјски елаборат, коаутор Бранко Обућина, Сарајево, Урбанистички завод БиХ. стр. 89, Институт за историју;
- 'Јасеновац' , Фељтон, "Новине Комунист" 1986/05/31;
- 'Јасеновац, Пакао болесног ума' , Фељтон "Интервју" 1986;
- 'Јасеновачки концентрациони логор у објављеним и необјављеним документима' , САНУ, Београд, 1988;
- 'Концентрациони логор Јасеновац 1941-1945' , Годишњак Друштва историчара БиХ, 1985;
- 'Логор Јасеновац' , Владимир Дедијер, Нови прилози за биографију Јосипа Броза Тита, Ријека, 1981;
- 'Мртви у Јасеновцу 1941-1945' . ВИГ 1-2, 1994;
- 'О билансу смрти у концентрационим логорима Јасеновац' , Геноцид над Србима у светском рату, Београд, Музеј жртава геноцида Београд, 1995;
- 'Неке мере и дејства Вермахта на Козари 1941-1942' . Козара у НОР-у, Приједор, 1980;
- 'Пакао, инквизиција, терор' , Фељтон, "Фронт", 1986;
- 'Пет питања и пет одговора о јасеновачком паклу' , Фељтон, "Фронт", 1987;
- 'Тешко до истине' , Политика свет "Еклусиве" бр. 1, 1990;
- 'Прилог утврђивању именом броја усмрћених у концентрационом логору Јасеновац' , Јасеновац-систем усташких логора смрти, Београд, Музеј жртава геноцида и Стручна књига, 1997.
- 'Уз 40. годишњицу пробоја логораша из Концентрационог логора Јасеновац' , Фељтон, "Комунист", 1985;"

## Галерија
- Промоција књиге „Концентрациони логор Јасеновац IV“
- У Доњој Градини
- У Доњој Градини
- У Бањој Луци
- У разговору са Владиком Јованом.